# 郭文恭
郭文恭，北魏官员，太原郡平遥县人。
郭文恭在北魏担任太平县令。年过七十岁，父母丧亡。郭文恭孝谨追思不已，于是居住在祖父父亲墓侧，晨夕拜跪。赤足背土，给父祖二墓培土，寒暑不停，累年不止，看见他的人无不哀叹。尚书奏闻，朝廷下诏表彰他的家门。